# Diamante (sous-marin)
Pour les articles homonymes, voir Diamante.
Le Diamante (en français : Diamant) est un sous-marin de la classe Sirena (sous-classe de la Serie 600, en service dans la Regia Marina lancé au début des années 1930 et ayant servi pendant la Seconde Guerre mondiale.

## Caractéristiques
La classe Sirena était une version améliorée et élargie des précédents sous-marins de la classe Argonauta. La marine italienne décida de commander la construction de la série Sirena alors que la série Argonauta était encore en cours de construction. Le projet initial n’a été que légèrement retouché, quelques améliorations sont apportées et la forme de la coque dans la partie avant est modifiée avec l'adoption d'une étrave a squalo (requin), caractéristique de tous les sous-marins du Genio Navale Bernardis.
Des études menées par le principal ingénieur de la marine, Pericle Ferretti, ont abouti à la construction, dans les années trente, de l'appareil « ML », précurseur du schnorchel. Ces installations, qui auraient apporté d’importantes améliorations en matière de sécurité, de rayon d'actio, de rapidité et de capacité d’attaque, ont été fabriquées dans le CRDA de Monfalcone en 1934-1935 et commencé à être équipés sur les type Sirena ; cependant, lorsque l'amiral Antonio Legnani devint commandant des sous-marins de la Regia Marina en 1937, il fit enlever et démolir les « ML » car il les considéraient comme superflues.
Ils déplaçaient 691 tonnes en surface et 850 tonnes en plongée. Les sous-marins mesuraient 60,18 mètres de long, avaient une largeur de 4,66 mètres et un tirant d'eau de 4,66 mètres. Leur équipage comptait 36 officiers et hommes d'équipage.
Pour la navigation de surface, les sous-marins étaient propulsés par deux moteurs diesel Tosi de 675 chevaux (503 kW), chacun entraînant un arbre d'hélice. En plongée, chaque hélice était entraînée par un moteur électrique Marelli de 400 chevaux (298 kW). Ces moteurs électriques étaient alimentés par une batterie d'accumulateurs au plomb composée de 104 éléments. Ils pouvaient atteindre 14 nœuds (26 km/h) en surface et 7,5 nœuds (13,9 km/h) sous la mer. En surface, la classe Sirena avait une autonomie de 5 000 nautiques (9 300 km) à 8 nœuds (15 km/h). En plongée, elle avait une autonomie de 72 nautiques (133 km) à 4 nœuds (7,4 km/h).
Les sous-marins étaient armés de six tubes lance-torpilles de 533 mm (21 pouces), quatre à l'avant et deux à l'arrière. Ils embarquaient douze torpilles, six aux tubes et six de réserve. Leur artillerie se composait d'un Canon de 100 mm K10 Škoda sur le pont devant le kiosque pour l'attaque en surface. L'artillerie anti-aérienne était de deux ou quatre mitrailleuses Breda Model 1931 de 13,2 mm.

## Construction et mise en service
Le Diamante est construit par le chantier naval Cantieri navali Tosi di Taranto (Tosi) de Tarente en Italie, et mis sur cale le 11 mai 1931. Il est lancé le 21 mai 1933 et est achevé et mis en service le 18 novembre 1933. Il est commissionné le même jour dans la Regia Marina.

## Historique
En 1934, le Diamante fait un voyage dans le bassin oriental de la Méditerranée.
De janvier à septembre 1937, il participe clandestinement à la guerre civile d'Espagne, sans succès.
En 1939, il est affecté à la base libyenne de Tobrouk, et il y est en juin 1940, avec le lieutenant de vaisseau (tenente di vascello) Angelo Parla comme commandant.
Le 9 juin 1940, juste avant l'entrée de l'Italie dans la Seconde Guerre mondiale, il part pour sa première mission de guerre au large des côtes libyennes, au cours de laquelle il couvre 700 milles nautiques (1 296 km) en surface et 300 milles nautiques (555 km) sous l'eau,.
À 14 h 45 le 20 juin, alors qu'il rentre à Tobrouk de cette mission, il est repéré par le sous-marin britannique HMS Parthian (N75) qui, à 15 h 2, lui tire quatre torpilles depuis un peu plus de 350 mètres. Deux (ou, selon d'autres sources, même les quatre) ont atteint la cible, le coulant avec tout son équipage à la position géographique de 32° 42′ N, 23° 49′ E (environ trente-cinq milles nautiques (64 km) au nord/nord-ouest de Tobrouk),,,.
Le commandant Parla, quatre autres officiers et 38 sous-officiers et marins sont perdus avec le sous-marin.